# Глубочка (река)
Глубочка — река в России, протекает по Чудовскому району Новгородской области, левый приток Волхова. Устье реки находится в 143 км от устья Волхова. Длина реки составляет 13 км.
В 5,2 км от устья, по левому берегу реки впадает река Лядно.

## Данные водного реестра
По данным государственного водного реестра России относится к Балтийскому бассейновому округу, водохозяйственный участок реки — Волхов, речной подбассейн реки — Волхов. Относится к речному бассейну реки Нева (включая бассейны рек Онежского и Ладожского озера).
Код объекта в государственном водном реестре — 01040200612102000018721.